# Coronel Pilar
Coronel Pilar är en kommun i Brasilien.   Den ligger i delstaten Rio Grande do Sul, i den södra delen av landet, 1 500 km söder om huvudstaden Brasília. Antalet invånare är 1 725.
I omgivningarna runt Coronel Pilar växer i huvudsak städsegrön lövskog. Runt Coronel Pilar är det ganska glesbefolkat, med 32 invånare per kvadratkilometer.